# Hamzići (Čitluk)
Pour les articles homonymes, voir Hamzići.
Hamzići (en cyrillique : Хамзићи) est un village de Bosnie-Herzégovine. Il est situé dans la municipalité de Čitluk, dans le canton d'Herzégovine-Neretva et dans la fédération de Bosnie-et-Herzégovine. Selon les premiers résultats du recensement bosnien de 2013, il compte 1 180 habitants.

## Démographie

### Évolution historique de la population
| 1948 | 1953 | 1961  | 1971  | 1981  | 1991 | 2013  |
| ---- | ---- | ----- | ----- | ----- | ---- | ----- |
| -    | -    | 1 142 | 1 188 | 1 116 | 991  | 1 180 |

|  |